# Faison
Faison és una població dels Estats Units a l'estat de Carolina del Nord. Segons el cens del 2000 tenia 744 habitants.

## Demografia
Segons el cens del 2000, Faison tenia 744 habitants, 314 habitatges i 196 famílies. La densitat de població era de 342 habitants per km².
Dels 314 habitatges en un 27,7% hi vivien nens de menys de 18 anys, en un 43,9% hi vivien parelles casades, en un 11,5% dones solteres, i en un 37,3% no eren unitats familiars. En el 33,4% dels habitatges hi vivien persones soles el 15,9% de les quals corresponia a persones de 65 anys o més que vivien soles. El nombre mitjà de persones vivint en cada habitatge era de 2,36 i el nombre mitjà de persones que vivien en cada família era de 2,93.
Per edats la població es repartia de la següent manera: un 22,6% tenia menys de 18 anys, un 9,8% entre 18 i 24, un 30,5% entre 25 i 44, un 20,4% de 45 a 60 i un 16,7% 65 anys o més.
L'edat mediana era de 37 anys. Per cada 100 dones de 18 o més anys hi havia 94,6 homes.
La renda mediana per habitatge era de 22.788 $ i la renda mediana per família de 30.724 $. Els homes tenien una renda mediana de 25.536 $ mentre que les dones 20.667 $. La renda per capita de la població era de 12.558 $. Entorn del 18,7% de les famílies i el 27,5% de la població estaven per davall del llindar de pobresa.

## Poblacions més properes
El següent diagrama mostra les poblacions més properes.